# نيك بوباديتش
نيكولاس ألين بوباديتش (بالإنجليزية: Nicholas Allen Popaditch)‏ (ولد في 2 يوليو 1967 في هاموند، إنديانا، الولايات المتحدة) طيار قوات مشاة بحرية الولايات المتحدة متقاعد طبيا الذي اكتسب شهرة باسم «سيجار مارين» وقد حصل على وسام النجمة الفضية ووسام القلب الأرجواني. فشل دون جدوى كمرشح جمهوري عام 2010 في المقاطعة الحادية والخمسين في ولاية كاليفورنيا في انتخابات مجلس النواب الأمريكي حيث خسر من النائب الديموقراطي آنذاك بوب فيلنر. ترشح مرة أخرى في عام 2012 في المقاطعة الثالثة والخمسين ولكنه خسر من ممثلة المقاطعة الديمقراطي آنذاك سوزان ديفيس.
خدم في حرب الخليج الثانية في عام 1991 وسرح تسريحا مشرفا في عام 1992. خلال حرب العراق عين الرقيب بوباديتش قائد للدبابات ورقيب فصيلة. شارك في غزو العراق عام 2003 واكتسبت وحدته شهرة عندما ساعد في إسقاط تمثال صدام حسين في ساحة الفردوس في 9 أبريل 2003. صور مصور أسوشييتد برس لوران ريبورز بوباديتش في قبة دبابته وهو يدخن السيجار مع تمثال لصدام يلوح في الأفق. الصورة التي حصلت عليه لقب «سيجار مارين» ظهرت على الصفحات الأولى من الصحف في جميع أنحاء العالم لوصف معركة بغداد. كشف في وقت لاحق أن التدخين كان احتفالا بالذكرى الثانية عشرة لزواجه وكذلك النصر. عقب عودته إلى الولايات المتحدة تمت ترقيته إلى رقيب مسلح وتطوع بالعودة إلى العراق في عام 2004.
أثناء نشره الثاني قاد بوباديتش الدبابات مرة أخرى في معركة الفلوجة الأولى في أبريل 2004. خلال المعركة في 7 أبريل قاد دبابته القتالية إم1 أبرامز نحو شارع ضيق وفتح فتحة له لرؤية أفضل على الرغم من الهجمات المستمرة بقاذفات آر بي جي 7. أصيب بجروح في هجوم وقع في كمين عندما أصابته قذيفة صاروخية في الرأس. فقد حاستي النظر والسمع وكافح للحفاظ على وعيه حتى تم إجلاء الدبابة من منطقة الخطر ثم تم إجلائه إلى مركز لاندستوهل الطبي الإقليمي في ألمانيا. بعد إقامة طويلة أعيد إلى الولايات المتحدة وفقد في نهاية المطاف عينه اليمنى (بسبب الأضرار التي لحقت العصب البصري) والسمع في أذنه اليمنى. في مركز نافال الطبي سان دييغو تم استعادة بعض الرؤية في باقي عينه اليسرى من قبل المهنيين الطبيين في المستشفى. حصل على وسام النجمة الفضية للعمل في القتال في 10 نوفمبر 2005 وتقاعد طبيا برتبة رقيب في 22 أبريل.
في عام 2008 ألف بوباديتش بالتشارك مع مايك ستير مذكرات بعنوان كان مارين: مذكرات ملهمة لقائد دبابة في حرب العراق من القتال والشجاعة والانتعاش الذي شرح خبراته القتالية والانتعاش والصعوبات مع الإعاقة ووزارة شؤون المحاربين القدامى. حصل على مراجعات مواتية واعتبر كتابه من الأفضل من قبل القوات البحرية في جميع الرتب وفاز الكتاب بجائزة الكتاب العسكري للعام 2009 واختير في نادي الكتب الوطني. في عام 2013 أصدر بوباديتش كتابا مؤلفا من 178 صفحة عن دليل تدريب التجنيد البحري في نهاية المطاف وهو كتاب للمجندين البحريين المحتملين. في عام 2014 كان بوباديتش يدرس ليصبح مدرس رياضيات.